# イーゴリ・ベラノフ
イーゴリ・ベラノフ（Igor Belanov, 1960年9月25日 - ）は、ソビエト連邦（現ウクライナ）・オデッサ出身の元サッカー選手。ポジションはフォワード。元ソビエト連邦代表。

## 人物
数あるバロンドール受賞者の中でも影の薄い存在であるが、1985-86シーズンにFCディナモ・キーウでUEFAカップウィナーズカップを獲得した事、ソビエト連邦代表の一員として1986年、メキシコワールドカップ決勝トーナメント1回戦ベルギー戦でハットトリックを挙げた事、同年10月11日に行われた欧州選手権予選で前回王者のフランスを2-0で下した3つの点が受賞理由とされ、他のゲーリー・リネカー、エミリオ・ブトラゲーニョといった候補を退けた理由と言われている。
その後、ペレストロイカの影響で選手の海外移籍が容認され、1989-90シーズンにボルシア・メンヒェングラートバッハへ移籍するが、既に選手として下り坂であったこともあり結果を残せず、1991年に近親者の不祥事が理由で解雇されている。
2022年ロシアのウクライナ侵攻では、61歳にしてウクライナ軍に入隊したと報じられている。

## エピソード
メキシコワールドカップ・ベルギー戦でハットトリックを達成したがチームは敗れた。ワールドカップでハットトリックを達成しながら敗れたのは史上3人目。

## 所属クラブ
- SCAオデッサ 1979-1980
- FCチョルノモレツ・オデッサ 1981-1984
- FCディナモ・キーウ 1985-1989
- ボルシア・メンヒェングラートバッハ 1989-1990
- アイントラハト・ブラウンシュヴァイク 1991-1995
- FCチョルノモレツ・オデッサ 1995-1996
- メタルラグ・マリウポリ 1996-1997

## 代表歴
- ソビエト連邦代表 1985-1990
  - 代表デビュー：1985年5月2日 vs スイス
  - 代表通算：33試合出場 8得点